# Alessandro Bovo (pugile)
Alessandro Bovo (Verona, 24 ottobre 1959) è un ex pugile italiano.

## Carriera
Inizia ancora molto giovane presso l'Accademia Pugilistica Vita di Verona, fino a diventare negli anni ottanta uno dei principali esponenti del pugilato veneto nella categoria dei pesi massimi e arrivando a indossare per 5 volte la maglia azzurra.
Nel 1980 vince il titolo italiano 2ª Serie, nel 1983 è medaglia d'argento al Torneo Italia, nel 1985 conquista la medaglia d'oro al Torneo di Vienna e due anni più tardi la medaglia d'argento al Torneo di Salisburgo.
È il solo atleta veneto ad essersi aggiudicato il Trofeo Carnera, premio intitolato al pugile friulano  Primo Carnera.
Dopo il pugilato, si dedica alla kickboxing conquistando la Coppa del mondo nel 2003 al torneo Bestfighter di Piacenza nella categoria Full Contact kg+86.
Concluso il periodo agonistico inizia l'attività di allenatore che lo porta ad ottenere importanti risultati a livello nazionale sia in ambito dilettantistico che professionistico (Enrico Speri: campione italiano 2ª Serie; Luca Mori: campione italiano professionista; Tiziana Finocchio: campionessa italiana assoluta).